# Philistina minettii
Philistina minettii är en skalbaggsart som beskrevs av Franz Antoine 1991. Philistina minettii ingår i släktet Philistina och familjen Cetoniidae. Inga underarter finns listade i Catalogue of Life.